# مقاطعة تشيكاسو (آيوا)
مقاطعة تشيكاسو (بالإنجليزية: Chickasaw County)‏ هي إحدى مقاطعات ولاية آيوا في الولايات المتحدة الأمريكية.